# 颤喙马先蒿
颤喙马先蒿（学名：Pedicularis tantalorhyncha），为玄参科马先蒿属下的一个植物种。